# Merca

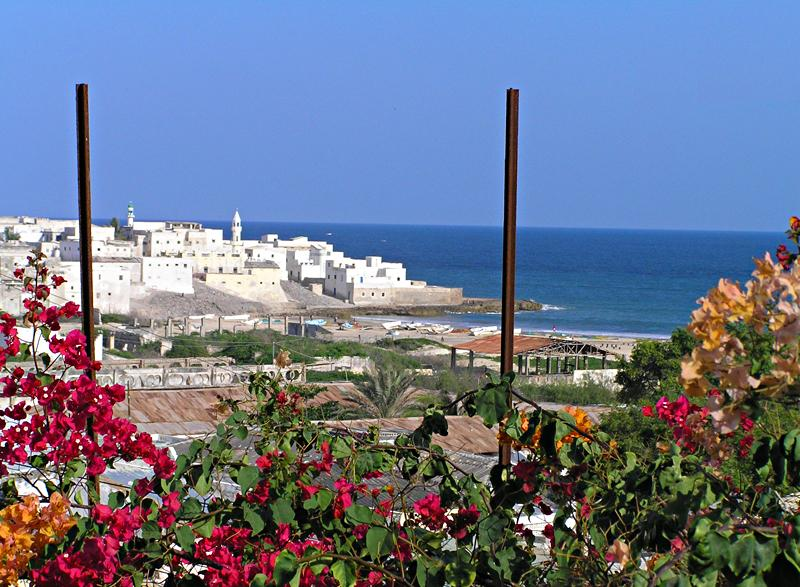
gamla merca

Merca, Merka eller Marka är en hamnstad i Somalia, vid Indiska Oceanen, cirka åtta mil söder om huvudstaden Mogadishu. Staden har cirka 900,000 invånare (2000). Den är en viktig hamn med utförsel av bland annat bananer samt fiske och livsmedelsindustri. Merca grundades på 700-talet.